# Гас до даске
Гас до даске (енгл. Rush Hour) је америчка акциона комедија из 1998. године режисера Брета Ратнера, са Џекијем Ченом и Крисом Такером у главним улогама. Радња филма прати два потпуно неусклађена полицајца који су задужени за спасавање отете кћерке кинеског дипломате.
Премијерно је реализован у биоскопима САД 18. септембра 1998. године. Укупна зарада од филма на територији САД се процењује на нешто више од 140 милиона $, док је у остатку света успео да прикупи 103 милиона $, тако да укупни бруто приход износи 244,4 милиона $, што га у поређењу са цифром коју је износи продукцијски буџет, чини и те како исплативим.
Интересантно је да је овај филм био окидач за настанак популарне веб странице за прикупљање филмских критика, Ротен томејтоуз, јер наиме пошто је Сен Дуонг (оснивач странице) био велики обожаватељ Џекија Чена, постао је инспирисан да креира веб страницу након што је прикупио готово све критике о Ченовим акционим филмовима из Хонг Конга док су се приказивали у САД. Па пошто Гас до даске представља Ченов први велики холивудски филм, Дуонг је пустио страницу у рад непосредно пре изласка филма.
Прате га наставци Гас до даске 2 из 2001. године и Гас до даске 3 из 2007. године.

## Радња
Када је кинески конзул Хан послат на дипломатско путовање у Лос Анђелес, његову 11-годишњу кћерку отима интернационална банда. Људи из ФБИ-јa уверавају Хана да ће пронаћи отмичаре и вратити његову кћерку на сигурно у најкраћем могућем року, али Хан има поверења искључиво у свог дугогодишњег пријатеља, инспектора Лија, који истог тренутка креће авионом за Лос Анђелес, да би помогао у решавању злочина...

## Улоге
| Глумац           | Улога                  |
| ---------------- | ---------------------- |
| Џеки Чен         | инспектор Ли           |
| Крис Такер       | детектив Џејмс Картер  |
| Ци Ма            | амбасадор Хан          |
| Том Вилкинсон    | Томас Грифин \ Ђунтао  |
| Кен Ланг         | Санг                   |
| Елизабет Пења    | Тања Џонсон            |
| Марк Ролстон     | агент ФБИ-ја Ворен Раш |
| Рекс Лин         | агент ФБИ-ја Ден Витни |
| Крис Пен         | Клајв Коб              |
| Филип Бејкер Хол | капетан Вилијам Дел    |
| Џулија Су        | Су Јанг                |